# Enopide di Chio
Enopide di Chio (in greco antico: Οἰνοπίδης ὁ Χῖος?, Oinopídēs ho Chîos; Chio, 500 a.C. circa – 420 a.C. circa) è stato un astronomo, matematico e fisico greco antico.

## Biografia
Fu probabilmente contemporaneo di Anassagora. In gioventù visitò l'Egitto dove apprese importanti nozioni di astronomia, matematica e fisica.

### Astronomia
Il principale risultato ottenuto da Enopide in campo astronomico, è stata la scoperta dell'angolo esistente tra il piano dell'equatore celeste e lo zodiaco (il percorso apparente del Sole nel cielo in un anno). Per alcuni storici antichi la scoperta dell'obliquità dell'eclittica dovrebbe essere attribuita a Pitagora, mentre Enopide se ne sarebbe appropriato indebitamente; ma il matematico Teone di Smirne l'assegnava senz'altro a Enopide. In ogni modo Enopide (o Pitagora) aveva effettuato solo una osservazione qualitativa dell'obliquità dell'eclittica; per una misura precisa dell'inclinazione dell'asse terrestre occorrerà aspettare un paio di secoli, allorché Eratostene misurò l'angolo con una buona precisione.
Enopide determinò anche un valore del "Grande anno", il più piccolo intervallo di tempo che contiene un numero intero di anni e un numero intero di lunazioni. Enopide propose un grande anno composto di 59 anni solari. Riferisce Giovanni Virginio Schiaparelli (1835-1910), astronomo e storico dell'astronomia antica:
(Giovanni Virginio Schiaparelli, Scritti sulla storia della astronomia antica, Bologna : N. Zanichelli, 1926, Parte I, Scritti editi, Tomo II, p. 254 e sgtt)
Poiché le posizioni relative del Sole e della Luna si ripetono dopo ogni "Grande anno", il valore di quest'ultimo offriva a Epimenide un mezzo per predire le eclissi, di sole e di luna. Consapevole dell'importanza del "Grande anno", Enopide ne fece scolpire lo schema sopra una tavola di bronzo che venne affissa pubblicamente a Olimpia. Questo è il primo esempio accertato di un parapegma astronomico; cioè di un calendario ciclico affisso in pubblico e proposto per uso generale.

### Geometria
Proclo nel Commento al I libro degli Elementi di Euclide attribuisce a Enopide due proposizioni riprese poi da Euclide: la proposizione I, 12 e la I, 23. La proposizione I, 12 recita: "Ad una data retta illimitata, da un punto dato ad esso esterno, condurre una linea retta perpendicolare", mentre la proposizione I, 23 recita: "Costruire una retta data, e [con vertice] in un [dato] punto di essa, un angolo rettilineo uguale ad angolo rettilineo dato".
A proposito della proposizione I, 12 Proclo scrive che Enopide si interessò all'argomento perché utile per i suoi studi di astronomia. L'attribuzione a Enopide della proposizione I, 23, definita "invenzione" (in lingua greca: εὒρημα), venne ripresa da Proclo da una storia della matematica, oggi perduta, scritta da Eudemo da Rodi, un allievo di Aristotele. Secondo lo storico della matematica Attilio Frajese ad Enopide si deve in realtà attribuire la precedente proposizione I, 22 ("Con tre rette uguali a tre rette date, costruire un triangolo: occorre dunque che la somma di due di esse, comunque prese, sia maggiore della rimanente") che della proposizione I, 23 costituisce la necessaria premessa. Le due proposizioni I, 12 e I, 22 costituiscono inoltre le premesse per lo sviluppo di un interessante capitolo della geometria (retta secante un cerchio, cerchi secanti fra loro).

### Fisica
Enopide si interessò alle cause delle inondazioni del Nilo nella stagione estiva. Sulla base di sue osservazioni sulla temperatura dell'acqua nelle sorgenti profonde, Enopide fece l'inferenza che l'acqua del sottosuolo fosse fredda in estate e calda in inverno. In inverno, l'elevata temperatura dell'acqua calda ne favorirebbe l'evaporazione; al contrario in estate, l'evaporazione sarebbe impedita dalla bassa temperatura dell'acqua la impedirebbe per cui l'acqua eccedente uscirebbe fuori dagli argini. Riferisce Diodoro Siculo:
(Diodoro Siculo, Biblioteca I, 2, XVI. Traduz. in lingua italiana: Biblioteca storica di Diodoro Siculo volgarizzata dal cav. Compagnoni, Milano : dalla tipografia di Gio. Battista Sonzogno, 1820-1822, Tomo I, p. 191)